# Eduard Rheinberger
Eduard Rheinberger (* 28. September 1856 in Pirmasens; † 10. März 1918 ebenda) war ein deutscher Schuhfabrikant und Kommerzienrat.

## Leben
Eduard Rheinberger stammte aus der am 14. Oktober 1852 geschlossenen zweiten Ehe, als Sohn des Lehrers Karl Friedrich Rheinberger (* 1822 in Haardt) und seiner Ehefrau Magdalena Rheinberger geborene Gundelwein (1831–1903). Seine Geschwister waren der spätere Amtsgerichtsdirektor Eugen Rheinberger (* 1853) und der Apotheker Gustav Rheinberger (* 1862).
Aus der ersten Ehe seines Vaters mit Elisabeth Rheinberger geborene Ehrhardt († 1852) entstammen die Halbbrüder Karl und der spätere Schuhfabrikant Jakob Rheinberger.
Aus der von Eduard Rheinberger mit Adele Lützel (1862–1933) geschlossenen Ehe stammen die Töchter Adele Helene (1886–1967) und die Söhne Gustav (1889–1968) und Robert August Rheinberger (1894–1937).
Am 10. März 1918 verstarb Eduard Rheinberger 62-jährig an einem Schlaganfall.

### Unternehmer
Nach seiner Lehrzeit in der Schuhfabrik von Wilhelm Hartneck und der anschließenden Tätigkeit im Betrieb seines Halbbruders Jakob Rheinberger gründete er am 1. August 1882 mit bis zu fünfzehn Mitarbeitern seine Schuhfabrik, die spätere Eduard Rheinberger AG.